# Chaîne Taylor
La chaîne Taylor ou chaine Herbert Taylor est une chaîne de montagnes dans la banlieue ouest de Brisbane, au Queensland, en Australie. Elle a d'abord été nommée chaîne Glenmorrison par John Oxley au cours de son exploration de la région en janvier 1824. 
La chaîne est un éperon prolongeant vers l'est l'extrémité sud de la chaîne D'Aguilar. La plus grande partie de la chaîne est couverte par deux aires protégées : la réserve du mont Coot-tha et la partie la plus méridionale du parc de la forêt de Brisbane. La Sir Samuel Griffith Drive est la seule route parcourant la chaîne. East Ithaca Creek et West Ithaca Creek, deux affluents de l’Enoggera Creek coulent sur son versant est. Sur le versant ouest on trouve, la Gap Creek, un affluent de la Moggill Creek et Chapel Hill, une banlieue de Brisbane.
East Ithaca Creek a été en vain une zone de recherche d'or entre 1894 et 1950. On peut voir les vestiges de l'exploitation minière dans le parc de la forêt de Brisbane.

## Principaux sommets
Le mont Coot-tha (sur lequel il y a un belvédère, des jardins botaniques, un planétarium et des émetteurs de télévision) est avec 287 m le point culminant de la chaîne.
Un autre sommet, juste au nord du mont Coot-tha est Constitution Hill qui s'élève à 258 m.
Plus à l'est on trouve Enoggera Hill. La chaine se transforme en une série de collines dans la banlieue de Brisbane et les quartiers de Red Hill, Spring Hill et jusqu'au quartier central des affaires de Brisbane. 

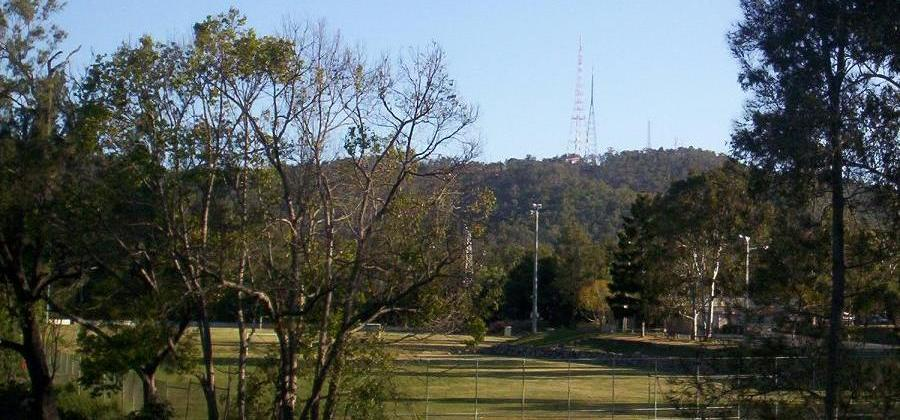
Le mont Coot-tha
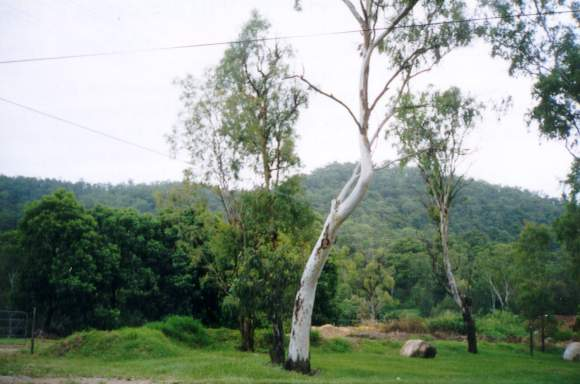
Enoggera Hill, vue depuis The Gap